# Равиця-Юзефатка
Равиця-Юзефатка (пол. Rawica-Józefatka) — село в Польщі, у гміні Тчув Зволенського повіту Мазовецького воєводства.
У 1975-1998 роках село належало до Радомського воєводства.